# 石川和男
石川 和男（いしかわ かずお、1968年3月12日 - ）は、日本の作家。時間管理コンサルタントとして、関連する多数のビジネス書を持つ。大学講師やセミナー講師、税理士、株式会社 取締役，一般社団法人 理事などを務める。埼玉県在住。

## 略歴
1968年、北海道帯広市生まれ。北海学園大学経済学部卒業。建設会社に勤めるかたわら、2012年、税理士、日商簿記、宅地建物取引主任者など、自らの資格試験取得歴や、資格試験専門学校（大原簿記学校）の講師の経験からまとめた『30代で人生を逆転させる1日30分勉強法』（CCCメディアハウス）で作家デビュー。時間管理や勉強法を中心にビジネス書を多数出版している。株式会社アレルド（Alea Ludere）取締役 COO、一般社団法人 国際キャリア教育協会 理事。

## 著書
- 『どんなことでも「すぐやる」技術』（Gakken、2023年）
- 『やらないことリストのつくり方　見るだけノート』（宝島社、2023年）
- 『決算書は、「ここ」しか読まない』（PHP研究所、2023年）
- 『僕たちに残されている時間は「朝」しかない。』（総合法令出版、2022年）
- 『人生をマネジメントする　１日を２７時間にする思考法』（ぱる出版、2022年）
- 『ワークブック　仕事が速い人は、「これ」しかやらない』（PHP研究所、2022年）
- 『会計の用語図鑑』（KADOKAWA、2022年）
- 『会社員として生きる。』（きずな出版、2021年）
- 『今日、会社がなくなっても食えるビジネスパーソンになる！』（明日香出版社、2021年）
- 『２４時間の使い方』（祥伝社、2021年）
- 『仕事はゲームにすると上手くいく』（秀和システム、2021年）
- 『Outlook　最強の仕事術　仕事が速い人は「5秒」で決める!』（SBクリエイティブ、2020年）
- 『仕事が速い人は「これ」しかやらない』（PHP研究所、2020年）
- 『部長の心得』（総合法令出版、2020年）、『新版　部長の心得』（2022年）
- 『30分早起きして自分を変える すごい朝時間術』（総合法令出版、2019年）
- 『残業ゼロのノート術』（きずな出版、2019年）
- 『G-PDCA勉強術 必ず目標達成できる方法』（明日香出版社、2018年）
- 『人生逆転! 1日30分勉強法: 5つの仕事をこなす私が実践!「独学」のススメ』（三笠書房 、2018年）
- 『「残業しないチーム」と「残業だらけチーム」の習慣』（明日香出版社、2017年）
- 『仕事が「速いリーダー」と「遅いリーダー」の習慣』（明日香出版社、2016年）
- 『30代で人生を逆転させる残業０の時間術』（CCCメディアハウス、2015年）
- 『30代で人生を逆転させる1日30分勉強法』（CCCメディアハウス、2012年）

## 共著
- 石川和男・宮本ゆみ子『テレワーク時代の新・ビジネスマナー』（WAVE出版、2021年）
- 石川和男・梶谷希美　『先生の時間はどこへ消えた？』（学芸みらい社、2021年）
- 石川和男・千葉善春『一生モノの副業　この1冊でわかる大学講師のなり方』（左右社、2016年）

## 監修
- 宮本ゆみ子著『最新ビジネスマナーと 今さら聞けない仕事の超基本』（朝日新聞出版、2019年）